# Atentat

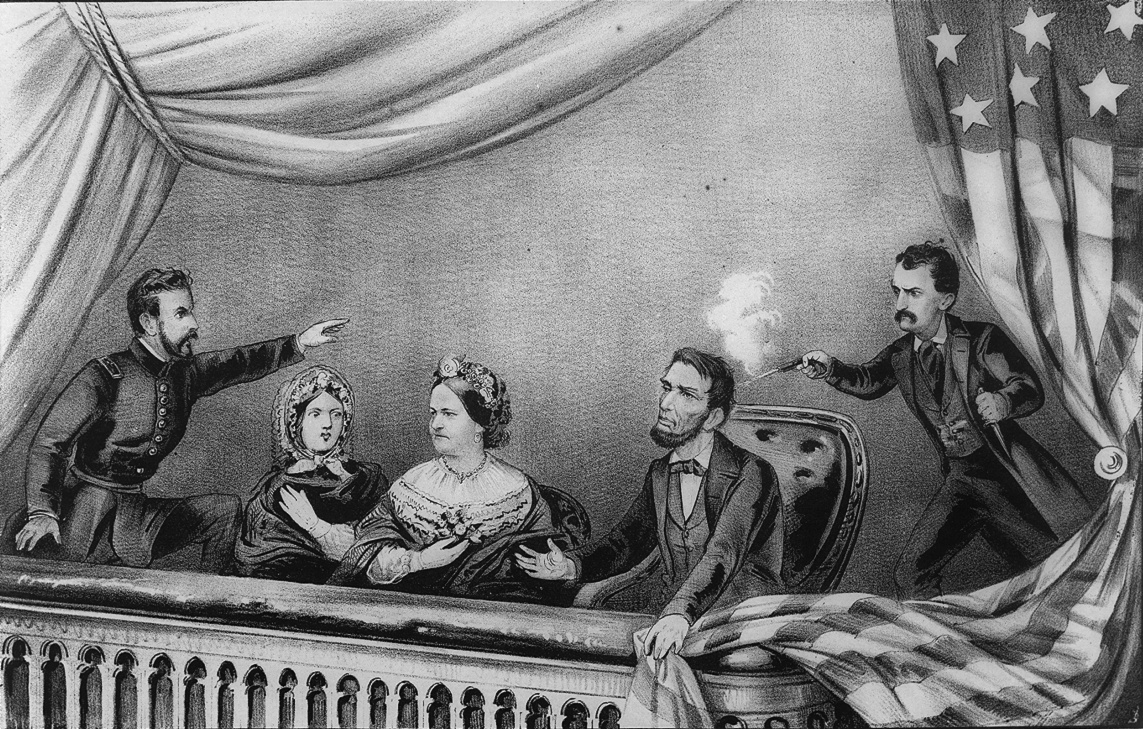
Atentatul împotriva lui Abraham Lincoln (1865)

Atentat (din  latină attentatum) este o acțiune criminală și o formă brutală de rezistență împotrivă autorităților, este o încercare de lovitură de stat prin preluarea violentă a puterii de la vechiul regim, sau poate fi încercarea sau chiar uciderea unor personalități, de obicei îndreptat contra unui șef de stat sau de guvern.

## Atentate celebre
- Atentatul asupra lui Abraham Lincoln (14 aprilie 1865)
- Atentatul de la Sarajevo ( 28 iuniei 1914)
- Atentatul din 20 iulie 1944 împotriva lui Hitler
- Atentatul asupra lui Mohammad Reza Schah Pahlavi (din 1949, sau 1965)
- Atentatul asupra lui John F. Kennedy (22 noiembrie 1963)
- Atentatul asupra lui Martin Luther King (4 apriliel 1968)
- Atentatul asupra lui Ronald Reagan (30 martie 1981)
- Atentatul asupra papei Ioan Paul al II-lea (13 maii 1981)